# Mellingen (Zwitserland)
Mellingen is een gemeente en plaats in het Zwitserse kanton Aargau en maakt deel uit van het district Baden.
Mellingen telt 4.863 inwoners.